# Ken’ichirō Tokura
Ken’ichirō Tokura (jap. 戸倉 健一郎, Tokura Ken’ichirō; * 31. Mai 1971 in der Präfektur Kanagawa) ist ein ehemaliger japanischer Fußballspieler.

## Karriere
Tokura erlernte das Fußballspielen in der Schulmannschaft der Toin Gakuen High School und der Universitätsmannschaft der Aoyama-Gakuin-Universität. Seinen ersten Vertrag unterschrieb er 1994 bei Verdy Kawasaki. Der Verein spielte in der höchsten Liga des Landes, der J1 League. Mit dem Verein wurde er 1994 japanischer Meister. Für den Verein absolvierte er 39 Erstligaspiele. 1997 wechselte er zum Zweitligisten Kawasaki Frontale. Für den Verein absolvierte er 20 Spiele. Danach spielte er bei Gamba Osaka (1998), Kyoto Purple Sanga (1999), Verdy Kawasaki (1999) und Shonan Bellmare (2001). Ende 2001 beendete er seine Karriere als Fußballspieler.

## Erfolge
Verdy Kawasaki
- J1 League

Meister: 1994
Vizemeister: 1995
- J.League Cup

Sieger: 1994
Finalist: 1996
- Kaiserpokal

Sieger: 1996